# Castilleja tomentosa
Castilleja tomentosa är en snyltrotsväxtart som beskrevs av Asa Gray. Castilleja tomentosa ingår i släktet målarborstar, och familjen snyltrotsväxter. Inga underarter finns listade i Catalogue of Life.